# Rupnikova lira
Rupnikova lira je bilo neuradno ime za denarno enota v Ljubljanski pokrajini - lirski bon Denarnega zavoda Slovenije - med drugo svetovno vojno, ko je bil njen predsednik Leon Rupnik. Njen stoti del je bil cent.
Menjalni tečaj po koncu voje je bil 100 lir = 30 dinarjev, zamenjava je potekala od 30.6. in 9.7.1945.
Neposredna zamenjava je bila mogoča le do zneska 5.000 Din, za zneske nad to vrednostjo pa so bila izdana potrdila, ki so bila izplačana v roku največ 3 mesecev, vendar z odbitki po progresivnih stopnjah med 5% in 70%. Dinar je bil po takratnem tečaju dinarja vezan na vrednost zlata 1 Din =  0,0177734 gramov zlata oziroma 0,02 USD.